# Asplenium mantoniae
Asplenium mantoniae är en svartbräkenväxtart som beskrevs av Váróczy och Vida. Asplenium mantoniae ingår i släktet Asplenium och familjen Aspleniaceae. Inga underarter finns listade.